# シュタープラーファーラー・クラウス―デア・エアステ・アルバイツターク
『シュタープラーファーラー・クラウス―デア・エアステ・アルバイツターク』（原題：Staplerfahrer Klaus – Der erste Arbeitstag）は、ドイツのトリゴン・フィルム (Trigon Film) 社が2000年に製作したホラー・コメディ短編映画である。2003年にはDVD化された。タイトルは「フォークリフト運転者クラウス 作業初日」の意。

## ストーリー
クラウスはフォークリフト運転者の資格を取ったばかりの新米作業員である。工場へ就職したクラウスは、早速倉庫でフォークリフト作業を始めたものの、取り返しのつかない失敗をどんどん引き起こしていく。

## 概要
フォークリフトの教習用ビデオを装ったホラー・コメディ作品であり、9分程度の短編である。
開始数分は、ごく淡々とフォークリフト作業上の注意点を解説するのみだが、3分を超えた時点から突如として異常なテンションの異常な事態が始まる。要所要所にスプラッター的な笑いの要素がテンポよく散りばめられている。
日本では、一時期インターネット上で、悪乗りし過ぎた教習ビデオとして話題を集めた。

## ドイツフォークリフト動画問題
2003年ごろに、日本の個人のブログが当作品についての記事を書き、ドイツの第三者が管理するウェブサイト上でダウンロード可能な状態になっていた動画ファイルにリンクを張った。
その結果、この動画は大きな話題を集め、ダウンロードしようとするアクセスがサーバに集中した。ドイツのウェブサイトの管理者は、帯域による従量課金制を敷いていたサーバの管理会社に対して、転送量過多による追加料金を支払わねばならなくなった。これに怒った管理者は、追加料金を支払わなければならなくなったのはリンクを張られたせいであるとして、ブログ運営者に対してクレームのメールを送り、追加料金を肩代わりせよと要求した。
一方、ブログ運営者は、このウェブサイトの管理者が作品とは何の関係もなく、著作権を無視してただ単に動画を置いていただけの人物で、特に従う理由も見つからないと判断し、要求を無視した。
この事件は、ブログやニュースサイトがリンク先に与える影響を考える上での日本の初期の事例となった。